# Arrondissement Altkirch
Das Arrondissement Altkirch ist ein Verwaltungsbezirk im Département Haut-Rhin in der französischen Region Grand Est (bis Ende 2015 Elsass).

## Geschichte
Am 4. März 1790 wurde mit der Gründung des Départements Haut-Rhin auch ein Distrikt Altkirch gegründet, der zu dem Zeitpunkt auch das Gebiet des heutigen Arrondissements Mulhouse mit umfasste. Am 17. Februar 1800 wurde daraus das Arrondissement gegründet.
1857 ging der Name und die Verwaltung des Arrondissements auf Mulhouse über.
Seit 18. Mai 1871 lebte das Gebiet als Kreis Altkirch im Bezirk Oberelsaß des Reichslandes Elsaß-Lothringen wieder auf. Der Kreis umfasste damals 654 km² und hatte 1885 51.695 Einwohner.
Im Zuge der Wiedereingliederung des Elsass nach Frankreich am 28. Juni 1919 (Vertrag von Versailles) wurde es wieder zum Arrondissement Altkirch.

## Geografie
Das Arrondissement grenzt im Norden an das Arrondissement Thann, im Norden und Osten an das Arrondissement Mulhouse, im Süden an die Schweizer Kantone Solothurn, Basel-Landschaft und Jura und im Westen an das Arrondissement Belfort im Département Territoire de Belfort.
Im Arrondissement liegen zwei Wahlkreise (Kantone):
- Kanton Altkirch
- Kanton Masevaux-Niederbruck (mit 44 von 59 Gemeinden)

## Gemeinden
Die Gemeinden des Arrondissements Altkirch sind:
| 1. Altenach (68002)          | 2. Altkirch (68004)          | 3. Aspach (68010)                 | 4. Ballersdorf (68017)       |
| 5. Balschwiller (68018)      | 6. Bellemagny (68024)        | 7. Bendorf (68025)                | 8. Berentzwiller (68027)     |
| 9. Bernwiller (68006)        | 10. Bettendorf (68033)       | 11. Bettlach (68034)              | 12. Biederthal (68035)       |
| 13. Bisel (68039)            | 14. Bouxwiller (68049)       | 15. Bréchaumont (68050)           | 16. Bretten (68052)          |
| 17. Buethwiller (68057)      | 18. Carspach (68062)         | 19. Chavannes-sur-l’Étang (68065) | 20. Courtavon (68067)        |
| 21. Dannemarie (68068)       | 22. Diefmatten (68071)       | 23. Durlinsdorf (68074)           | 24. Durmenach (68075)        |
| 25. Eglingen (68077)         | 26. Elbach (68079)           | 27. Emlingen (68080)              | 28. Eteimbes (68085)         |
| 29. Falkwiller (68086)       | 30. Feldbach (68087)         | 31. Ferrette (68090)              | 32. Fislis (68092)           |
| 33. Franken (68096)          | 34. Friesen (68098)          | 35. Frœningen (68099)             | 36. Fulleren (68100)         |
| 37. Gildwiller (68105)       | 38. Gommersdorf (68107)      | 39. Guevenatten (68114)           | 40. Hagenbach (68119)        |
| 41. Hausgauen (68124)        | 42. Hecken (68125)           | 43. Heidwiller (68127)            | 44. Heimersdorf (68128)      |
| 45. Heiwiller (68131)        | 46. Hindlingen (68137)       | 47. Hirsingue (68138)             | 48. Hirtzbach (68139)        |
| 49. Hochstatt (68141)        | 50. Hundsbach (68148)        | 51. Illfurth (68152)              | 52. Illtal (68240)           |
| 53. Jettingen (68158)        | 54. Kiffis (68165)           | 55. Kœstlach (68169)              | 56. Largitzen (68176)        |
| 57. Levoncourt (68181)       | 58. Liebsdorf (68184)        | 59. Ligsdorf (68186)              | 60. Linsdorf (68187)         |
| 61. Lucelle (68190)          | 62. Luemschwiller (68191)    | 63. Lutter (68194)                | 64. Magny (68196)            |
| 65. Manspach (68200)         | 66. Mertzen (68202)          | 67. Mœrnach (68212)               | 68. Montreux-Jeune (68214)   |
| 69. Montreux-Vieux (68215)   | 70. Mooslargue (68216)       | 71. Muespach (68221)              | 72. Muespach-le-Haut (68222) |
| 73. Oberlarg (68243)         | 74. Obermorschwiller (68245) | 75. Oltingue (68248)              | 76. Pfetterhouse (68257)     |
| 77. Raedersdorf (68259)      | 78. Retzwiller (68268)       | 79. Riespach (68273)              | 80. Romagny (68282)          |
| 81. Roppentzwiller (68284)   | 82. Ruederbach (68288)       | 83. Saint-Bernard (68081)         | 84. Saint-Cosme (68293)      |
| 85. Saint-Ulrich (68299)     | 86. Schwoben (68303)         | 87. Seppois-le-Bas (68305)        | 88. Seppois-le-Haut (68306)  |
| 89. Sondersdorf (68312)      | 90. Spechbach (68320)        | 91. Steinsoultz (68325)           | 92. Sternenberg (68326)      |
| 93. Strueth (68330)          | 94. Tagolsheim (68332)       | 95. Tagsdorf (68333)              | 96. Traubach-le-Bas (68336)  |
| 97. Traubach-le-Haut (68337) | 98. Ueberstrass (68340)      | 99. Valdieu-Lutran (68192)        | 100. Vieux-Ferrette (68347)  |
| 101. Waldighofen (68355)     | 102. Walheim (68356)         | 103. Werentzhouse (68363)         | 104. Willer (68371)          |
| 105. Winkel (68373)          | 106. Wittersdorf (68377)     | 107. Wolfersdorf (68378)          | 108. Wolschwiller (68380)    |

## Ehemalige Gemeinden seit 2015
bis 2015:
Aspach-le-Haut, Grentzingen, Henflingen, Oberdorf, Spechbach-le-Bas, Spechbach-le-Haut